# Taylor Booth
Taylor Booth (Eden, 31 de mayo de 2001) es un futbolista estadounidense que juega en la demarcación de centrocampista para el F. C. Twente de la Eredivisie de Países Bajos.

## Trayectoria
Tras formarse como futbolista en las categorías inferiores del Bayern de Múnich, y haber sido cedido la segunda mitad de la temporada 2020-21 al SKN St. Pölten, finalmente el 25 de agosto de 2021 debutó con el primer equipo en la Copa de Alemania contra el Bremer SV. El encuentro finalizó con un resultado de 0-12 a favor del conjunto muniqués tras cuatro goles de Eric Maxim Choupo-Moting, dos goles de Jamal Musiala, y un gol de Malik Tillman, Leroy Sané, Michaël Cuisance, Bouna Sarr, Corentin Tolisso y un autogol de Jan-Luca Warm.
A mediados de 2022 se unió al F. C. Utrecht. Allí estuvo hasta el 4 de febrero de 2025, cuando fichó por el F. C. Twente y firmó un contrato hasta 2028.

## Estadísticas

### Clubes
Actualizado al último partido disputado el 4 de junio de 2023.
| Club                           | Div.          | Temporada     | Liga  | Liga  | Copas nacionales | Copas nacionales | Copas internacionales | Copas internacionales | Total | Total |
| Club                           | Div.          | Temporada     | Part. | Goles | Part.            | Goles            | Part.                 | Goles                 | Part. | Goles |
| ------------------------------ | ------------- | ------------- | ----- | ----- | ---------------- | ---------------- | --------------------- | --------------------- | ----- | ----- |
| Bayern de Múnich II · Alemania | 3.ª           | 2019-20       | 2     | 0     | ―                | ―                | ―                     | ―                     | 2     | 0     |
| Bayern de Múnich II · Alemania | 3.ª           | 2020-21       | 2     | 0     | ―                | ―                | ―                     | ―                     | 2     | 0     |
| SKN St. Pölten · Austria       | 1.ª           | 2020-21       | 17    | 3     | 0                | 0                | ―                     | ―                     | 17    | 3     |
| SKN St. Pölten · Austria       | Total club    | Total club    | 17    | 3     | 0                | 0                | 0                     | 0                     | 2     | 0     |
| Bayern de Múnich II · Alemania | 4.ª           | 2021-22       | 24    | 2     | ―                | ―                | ―                     | ―                     | 24    | 2     |
| Bayern de Múnich II · Alemania | Total club    | Total club    | 28    | 2     | 0                | 0                | 0                     | 0                     | 28    | 2     |
| Bayern de Múnich · Alemania    | 1.ª           | 2021-22       | 0     | 0     | 1                | 0                | 0                     | 0                     | 1     | 0     |
| Bayern de Múnich · Alemania    | Total club    | Total club    | 0     | 0     | 1                | 0                | 0                     | 0                     | 1     | 0     |
| Jong FC Utrecht · Países Bajos | 2.ª           | 2022-23       | 3     | 0     | ―                | ―                | ―                     | ―                     | 3     | 0     |
| Jong FC Utrecht · Países Bajos | Total club    | Total club    | 3     | 0     | 0                | 0                | 0                     | 0                     | 3     | 0     |
| F. C. Utrecht · Países Bajos   | 1.ª           | 2022-23       | 25    | 2     | 3                | 0                | ―                     | ―                     | 28    | 2     |
| F. C. Utrecht · Países Bajos   | Total club    | Total club    | 25    | 2     | 3                | 0                | 0                     | 0                     | 28    | 2     |
| Total carrera                  | Total carrera | Total carrera | 73    | 7     | 4                | 0                | 0                     | 0                     | 77    | 7     |

## Palmarés

### Títulos internacionales
| Título                          | Club           | Sede           | Año  |
| ------------------------------- | -------------- | -------------- | ---- |
| Liga de Naciones de la Concacaf | Estados Unidos | Estados Unidos | 2023 |